# This One's for You
Singles de David Guetta
No Worries
(2016) Would I Lie to You
(2016)
Singles par Zara Larsson
Girls Like
(2015) Ain't My Fault
(2016)
This One's for You est un single du disc jockey français David Guetta, en collaboration avec la chanteuse suédoise Zara Larsson. Lors de l'élaboration du morceau, le disc-jockey français utilise une application pour capter les enregistrements de ses fans,.
This One's for You est l'hymne officiel de l'UEFA Euro 2016. Elle est jouée lors du concert, puis de la cérémonie d'ouverture et de clôture du championnat, les 9, 10 juin 2016et 10 juillet 2016

## Réactions
Cette chanson n'est pas unanimement reçue, certains critiquant son manque d'originalité ou le fait que ses paroles soient écrites en anglais,. Néanmoins, elle est qualifiée de « très efficace ».

## Liste des pistes
| 1. | This One's for You | 3:27 |

## Classements et Certifications

### Classements
| Classement                              | Meilleure place |
| --------------------------------------- | --------------- |
| Allemagne (Media Control AG)            | 1               |
| Autriche (Ö3 Austria Top 40)            | 2               |
| Belgique (Flandre Ultratop 50 Singles)  | 10              |
| Belgique (Wallonie Ultratop 50 Singles) | 2               |
| Danemark (Tracklisten)                  | 11              |
| Espagne (PROMUSICAE)                    | 11              |
| Finlande (Suomen virallinen lista)      | 10              |
| France (SNEP)                           | 1               |
| France (SNEP Radio)                     | 8               |
| France (SNEP Streaming)                 | 2               |
| Hongrie (Rádiós Top 40)                 | 14              |
| Israël (Media Forest)                   | 4               |
| Italie (FIMI)                           | 8               |
| Norvège (VG-lista)                      | 4               |
| Pays-Bas (Single Top 100)               | 6               |
| Royaume-Uni (UK Singles Chart)          | 16              |
| Royaume-Uni (UK Download Chart)         | 17              |
| Royaume-Uni (UK Streaming Chart)        | 21              |
| Suède (Sverigetopplistan)               | 3               |
| Suisse (Schweizer Hitparade)            | 1               |

### Certification
| Région                                                                                                 | Certification | Ventes/Streams |
| --- | ------------- | -------------- |
| France (SNEP)                                                                                          | Diamant       |                |
| *Ventes selon la certification ^Mise en rayon selon la certification xNon précisé par la certification |               |                |